# Gor Mahia Football Club
Il Gor Mahia Football Club è una società calcistica keniota di Nairobi. Milita nella Premier League, la massima serie del campionato keniota di calcio.
Fondata nel 1968, è la squadra di calcio keniota più titolata.

## Storia
Il Gor Mahia Football Club fu costituito il 17 febbraio 1968 dalla fusione di Luo Union e Luo Sports Club. Il sodalizio trasse il nome da Gor Mahia (in lingua luo "Gor il Soprannaturale"), medico che praticava la magia, figura mitica della cultura luo, nata alla fine del XVIII secolo. Anche il nomignolo della squadra, K'Ogalo, deriva da questa figura, il cui nome completo era Gor Wuod Ogada nyakwar Ogalo (Gor, figlio di Ogada, nipote di Ogalo) e che era noto come Gor Makogalo o Gor K'Ogalo, con il significato di "Gor del podere di Ogalo".
Nel 1968 la squadra vinse l'edizione inaugurale del campionato keniota, con William Ouma "Chege" autore di 19 gol. La squadra si ripeté sei anni dopo e, da imbattuta, nel 1976, anno in cui fu guidata da Allan Thigo nelle vesti di allenatore-giocatore, affiancato da Festus Nyakota, James Ogolla e dai nuovi acquisti Jerry Imbo e Maurice Ochieng (laureatosi capocannoniere del torneo con 18 gol, davanti a William "Chege" Ouma, autore di 16 gol), oltre che dal portiere George Ayuka. Facevano parte della squadra del 1976 anche Masanta Osoro, Paul "Cobra" Oduwa, Festus Nyakota, Duncan Aluko e Duncan Migan, tutti nazionali kenioti. Militava nel club anche Chris Obure, già nelle file del Gor Mahia nel 1968 e 1969 e in seguito ministro del Kenya. Nel frattempo alcuni fuoriusciti dal club rifondarono il Luo Union.
La compagine keniota riuscì a raggiungere la finale della Coppa delle Coppe d'Africa nel 1979, ma fu sconfitta nettamente dai camerunesi del Canon Yaoundé tra andata e ritorno. Vi furono sospetti di una combine.
Nel 1983 il Gor Mahia sconfisse l'AFC Leopards e si aggiudicò il campionato; alla fine della partita il presidente della repubblica Moi consegnò il trofeo al capitano della squadra, Peter Otieno Bassanga.
Nel 1981 la squadra vinse l'edizione inaugurale della Coppa di Kenya, battendo in finale il Bandari per 1-0, grazie a un gol nei minuti di recupero di Hezborn Omollo, allo stadio Nyayo. Grazie al successo, partecipò alla Coppa delle Coppe d'Africa del 1987, torneo che vinse.
Nuovi successi in campionato giunsero nel 1983, 1984, 1985 e 1987. Dopo aver vinto la Coppa di Kenya nel 1983, 1986 e 1987, la squadra si ripeté nel 1988, battendo in finale il Kenya Breweries per 2-0. Nel 1988 fu, tuttavia, perso il titolo a vantaggio dell'AFC Leopards, che beneficiò dei fondi derivanti dallo sponsor, Crown Paints Kenya. Nel 1989 il Gor Mahia partecipò nuovamente alla Coppa delle Coppe d'Africa e raggiunse la semifinale, dove fu eliminato dai sudanesi dell'Al-Merrikh, malgrado una vittoria nella partita di andata.

## Tifoseria
Il Gor Mahia è la squadra di riferimento dell'etnia luo, popolazione che risiede soprattutto nella parte occidentale del paese. Vi è una forte rivalità con l'altra squadra più titolata di Nairobi, l'AFC Leopards, squadra dell'etnia luhya, con cui disputa il Mashemeji Derby, precedentemente noto come "Nairobi Derby". 
Il primo incontro fu disputato il 5 maggio 1968 e vinto dal Gor Mahia per 1-0. La rivalità ha dato negli anni origine a qualche scontro tra tifosi e giocatori.
Altra rivalità sentita è contro il Re-Union, altra squadra espressione dell'etnia luo.

## Palmarès

### Competizioni nazionali
- Campionato keniota: 21

1968, 1974, 1976, 1979, 1983, 1984, 1985, 1987, 1990, 1991, 1993, 1995, 2013, 2014, 2015, 2017, 2018, 2018-2019, 2019-2020, 2022-2023, 2023-2024
- Coppa di Kenya: 9

1981, 1983, 1986, 1987, 1988, 2008, 2011, 2012, 2021
- Supercoppa di Kenya: 5

2009, 2013, 2015, 2017, 2019
- KPL Top 8 Cup: 2

2012, 2015

### Competizioni internazionali
- Coppa delle Coppe d'Africa: 1

1987
- Coppa CECAFA per club: 3

1980, 1981, 1985

### Altri piazzamenti
- Campionato keniota:

Secondo posto: 2010, 2012, 2016
- Coppa delle Coppe d'Africa:

Finalista: 1979
- Coppa Kagame Inter-Club:

Finalista: 1984, 2015
Semifinalista: 2018